# Cysterna Teodozjusza

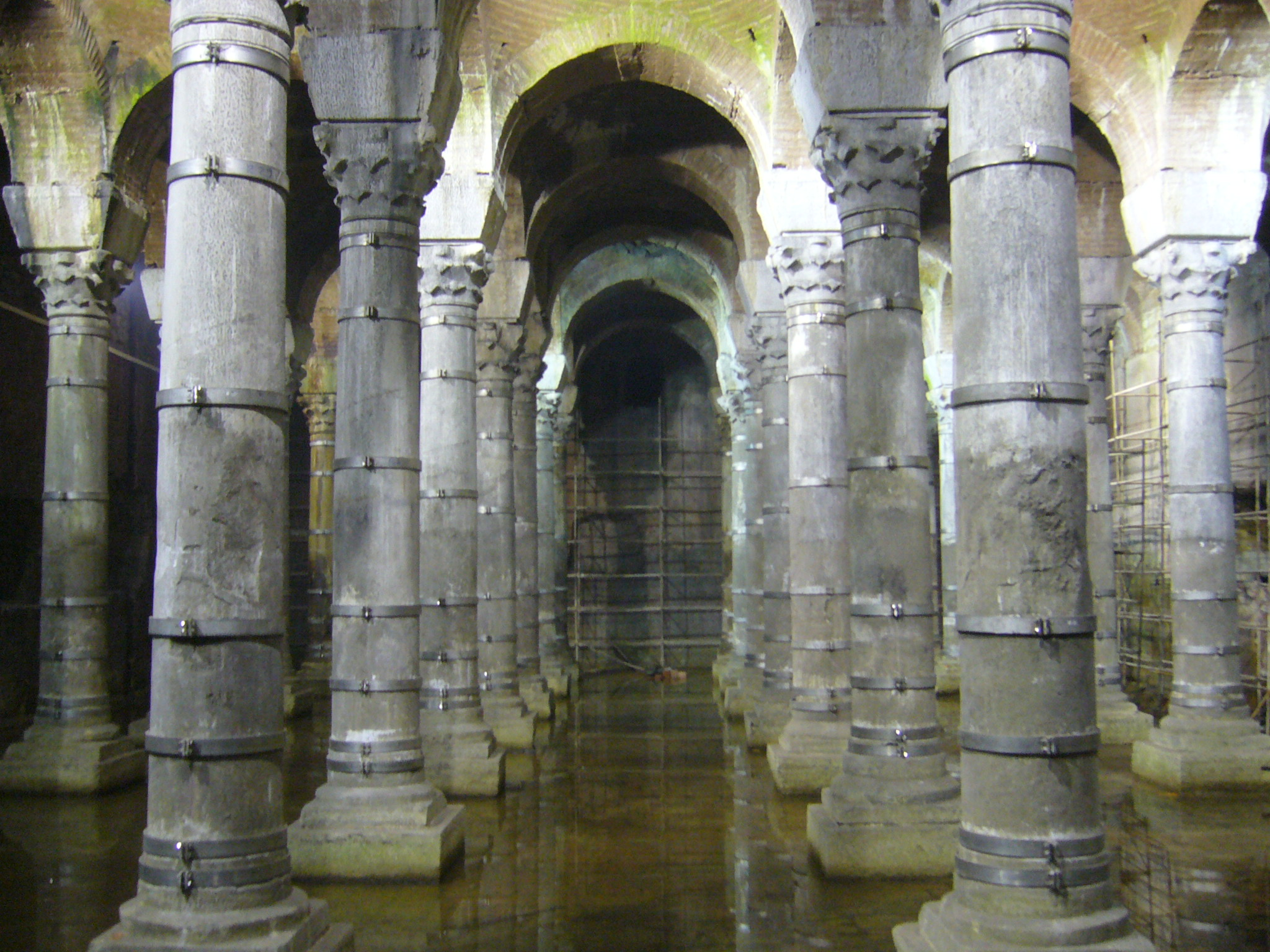
Cysterna Teodozjusza

Cysterna Teodozjusza (tr. Şerefiye Sarnıçı) jest jedną z wielu starożytnych cystern wybudowanych w dawnym Konstantynopolu (ob. Stambuł). Cysterna została zbudowana za panowania cesarza Teodozjusza II pomiędzy rokiem 428 a 443. Gromadziła się w niej woda doprowadzana przez akwedukt Walensa. Współczesne wejście do cysterny znajduje się przy Piyer Loti Caddesi, w dzielnicy Eminönü.
Cysterna to prostokąt o bokach 45 na 25 metrów, jej strop podtrzymywany jest przez 32 marmurowe kolumny każda wysoka na około 9 metrów.
Podobnie jak Cysterna Bazyliki oraz Cysterna Filoksenosa, Cysterna Teodozjusza jest dostępna dla zwiedzających.